# Eva Alge
Eva Christina Alge, född 16 november 1943, död 29 januari 2019 i Stockholm, var en svensk konstnär och grafisk formgivare.

## Biografi
Alge arbetade sedan början av 1960-talet med grafisk formgivning för bland annat Husmodern, Vi Föräldrar och Bonniers. Under 1980- och 1990-talet arbetade hon även med den grafiska formgivningen för bland annat Livrustkammaren, Statens Fastighetsverk, Barnens Bokklubb och Kulturens Värld.
År 1986 var hon med och startade Opsis Kalopsis (numera Opsis Barnkultur), med en nyskapande form och layout inom barnkultur. Hon formgav även andra tidningar som Riddarposten och Barnens bokklubbs tidningar. Bland barnböckerna hon formgivit kan nämnas antologierna "Den blå barnkammarboken" och "Den gröna barnkammarboken" samt skapelseberättelsen "Först var det mörkt" av Anna och Otto Höglund.

### Familj
Eva Alge var 1964–1984 gift med Björn Alge. De fick tillsammans två barn. Eva Alge är begravd på Skogskyrkogården i Stockholm.

## Priser och utmärkelser
- 2005 – Gulliver-priset [2]